# Salomé
Salomé (născută Maria Rosa Marco pe 21 iunie 1943 în Barcelona) este o cântăreață spaniolă, câștigătoare a concursului muzical Eurovision 1969.